# Dera (woreda, Oromia)
Pour les articles homonymes, voir Dera.
Dera est un woreda du centre de l'Éthiopie situé dans la zone Semien Shewa de la région Oromia. Son chef-lieu est Gundo Meskel.
Situé à l'extrémité nord de la région Oromia, Dera est entouré par la région Amhara sauf au sud où il est bordé par les woredas Wara Jarso et Hidabu Abote. 
Au recensement national de 2007, le woreda compte 181 217 habitants dont 4 % de citadins. Gundo Meskel qui a 7 963 habitants en 2007 est la seule agglomération recensée dans le woreda.
Environ 65 % des habitants sont orthodoxes et 35 % sont musulmans.
En 2022, la population du woreda est estimée à 258 746 personnes avec une densité de population de 162 personnes par km2 et 1 597 km2 de superficie.